# Saint-Vincent-des-Bois
Saint-Vincent-des-Bois is een gemeente in het Franse departement Eure (regio Normandië) en telt 261 inwoners (1999). De plaats maakt deel uit van het arrondissement Évreux.

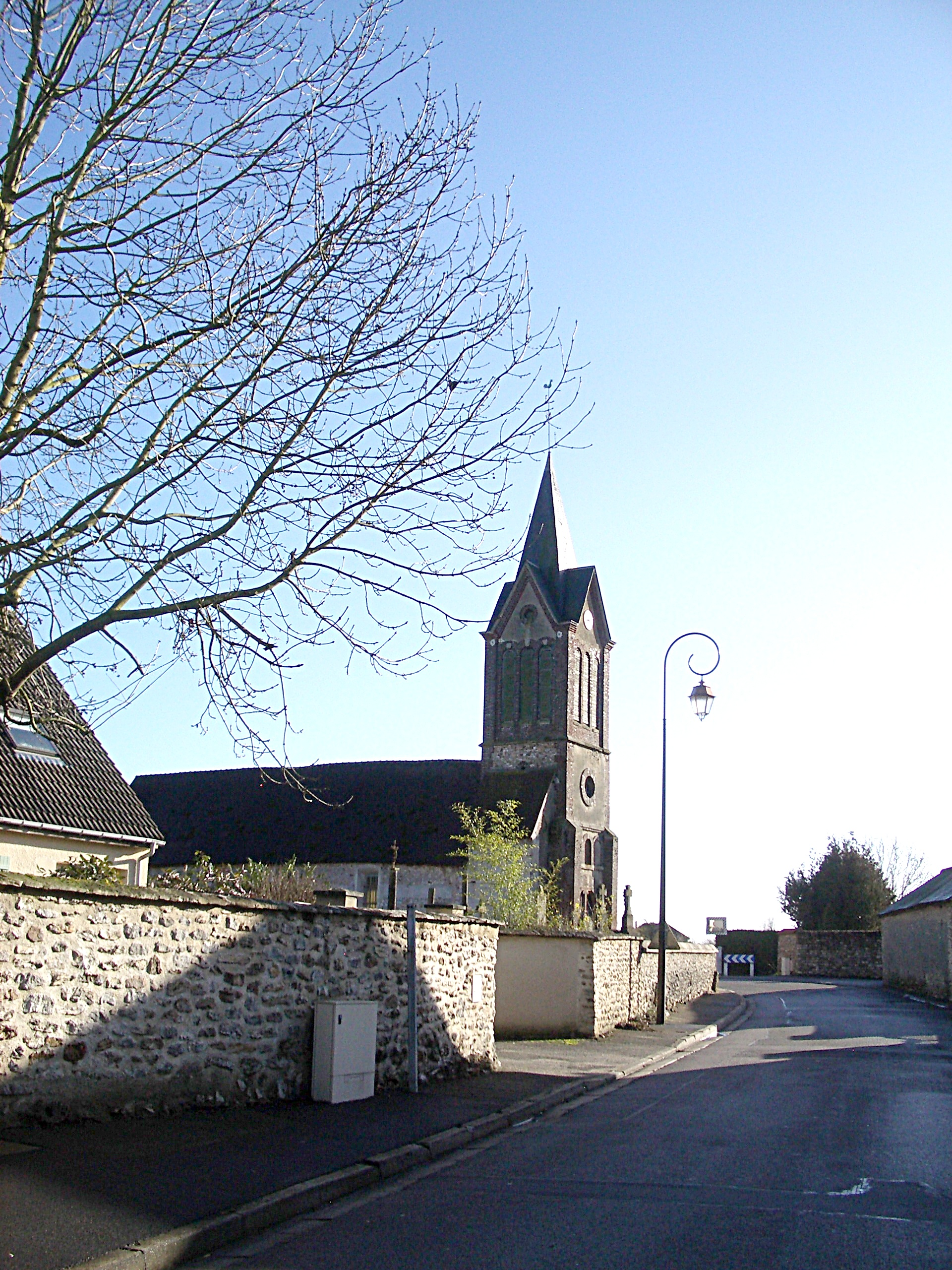
Kerk van Saint-Vincent-des-Bois
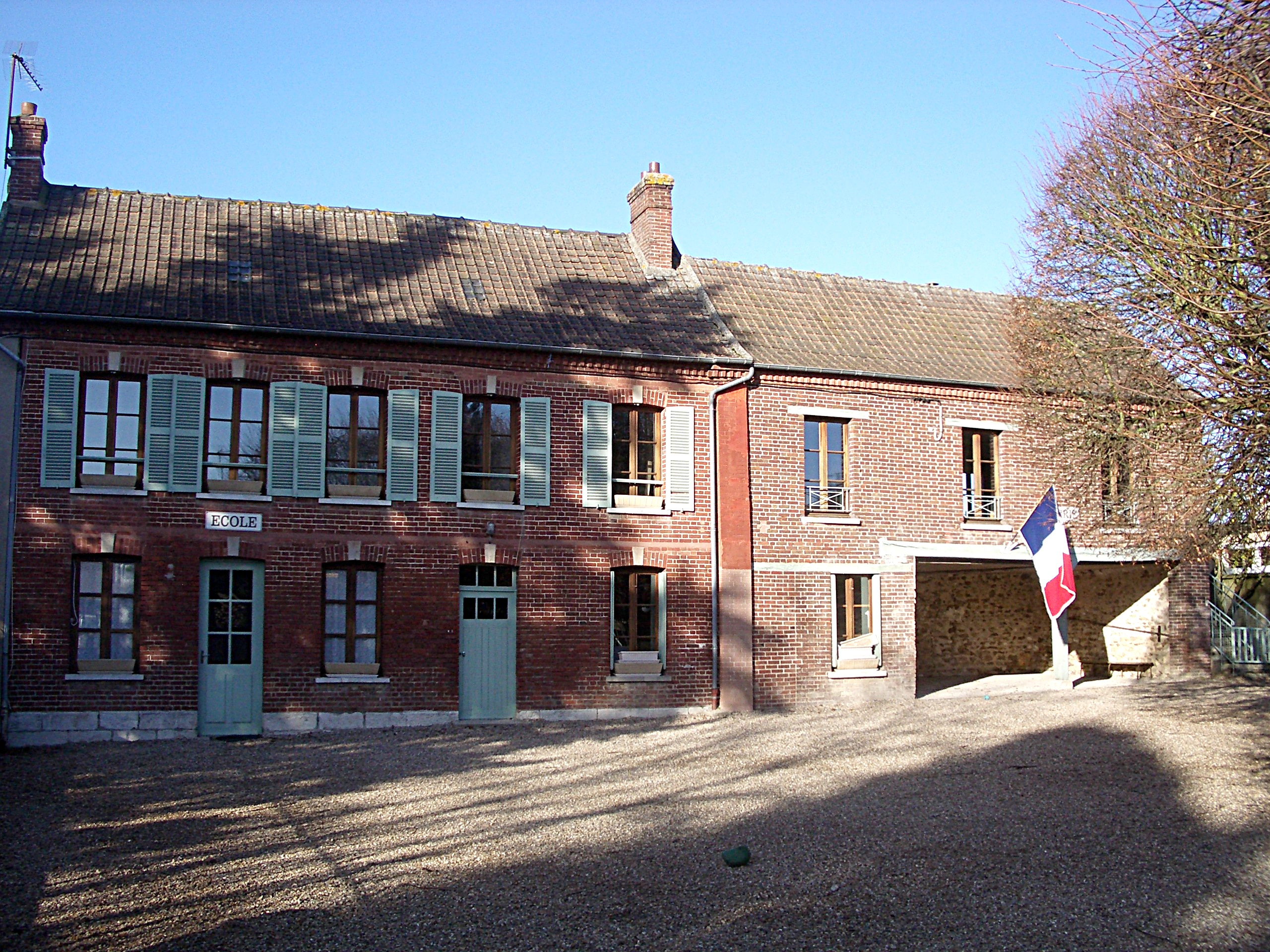
School van Saint-Vincent-des-Bois

## Geografie
De oppervlakte van Saint-Vincent-des-Bois bedraagt 5,3 km², de bevolkingsdichtheid is 49,2 inwoners per km².
De onderstaande kaart toont de ligging van Saint-Vincent-des-Bois met de belangrijkste infrastructuur en aangrenzende gemeenten.

## Demografie
Onderstaande figuur toont het verloop van het inwonertal (bron: INSEE-tellingen).